# Lifesblood
Lifesblood – debiutancki EP amerykańskiej grupy muzycznej Mastodon. Album był produkowany tylko przez określony czas, zostało wydane tylko 2100 egzemplarzy albumu o różnych kolorach
(100 czysty, 500 czerwony, 1000 czarny, 500 niebieski). EP został wydany ponownie w sierpniu 2004 przez Relapse Records. Wszystkie utwory z EP zostały nagrane ponownie na kompilacji Call of the Mastodon.

## Lista utworów
1. „Shadows That Move” – 3:53
2. „Welcoming War” – 2:46
3. „We Built This Come Death” – 2:29
4. „Hail to Fire” – 2:12
5. „Battle at Sea” – 4:13

## Twórcy
- Troy Sanders – wokal, gitara basowa
- Brann Dailor – perkusja
- Brent Hinds – wokal, gitara elektryczna
- Bill Kelliher – gitara elektryczna